# Хлевище (Белгородская область)
Хлевище — село в Алексеевском районе (городском округе, с 2018) Белгородской области, центр Хлевищенского сельского поселения.

## География
Село расположено в восточной части области, к юго-западу от Алексеевки (13 км от центра города). Имеется железнодорожная станция ЮВЖД — «Хлевище» (59,8 км).
Улицы и переулки
- ул. Аксенова
- ул. В. А. Саломахина
- ул. Зелёная
- ул. Молодёжная
- ул. Н. П. Рыжих
- ул. Народная
- ул. Новая
- ул. Победы
- ул. Хуторская
- 1-й Хуторской пер.
- 2-й Хуторской пер.
- Н. П. Рыжих пер.
- Свободный пер.
- Школьный пер.

## История
Местность, где позже обосновалось село, начали осваивать в XVIII столетии. Здесь издавна было много хлевов для загона скота у пастбищ, в окружении дремучего леса.
Первые поселения относятся к 1708 году.
Упоминается в Памятной книжке Воронежской губернии за 1887 год как «село Хлѣвище» Иловской волости Бирюченского уезда. Число жителей обоего пола — 485, число дворов — 54.

## Население
| 1859 | 1897 | 2002 | 2010 |
| ---- | ---- | ---- | ---- |
| 387  | ↗702 | ↗783 | ↘748 |

## Образование
В селе действует Муниципальное бюджетное общеобразовательное учреждение «Хлевищенская средняя общеобразовательная школа».

## Религия
Хлевище относится к Валуйско-Алексеевской епархии.
В селе действует храм Святителя Митрофана Воронежского.

### Памятники и мемориалы
Братская могила советских воинов, погибших в боях с фашистскими захватчиками в 1943 году.

## Известные люди
Рыжих, Николай Прокофьевич (1934—2003) — родился в с. Хлевище, — прозаик, член Союза писателей СССР с 1973 года. Именем Н. П. Рыжих названы улица и переулок в с. Хлевище.
Саломахин, Владимир Алексеевич — родился 25 мая 1968 года в с. Хлевище, в 1988 году погиб в Афганистане. Именем Владимира Саломахина названа улица в с. Хлевище.